# Serhij Kirsanow
Serhij Fedorowytsch Kirsanow (ukrainisch Сергій Федорович Кірсанов; * 2. Januar 1963 in Sewastopol) ist ein ehemaliger sowjetischer Kanute aus der Ukraine.

## Karriere
Serhij Kirsanow gehörte bei den Olympischen Spielen 1988 in Seoul zum sowjetischen Aufgebot im Vierer-Kajak, dessen Besetzung neben ihm aus Oleksandr Motusenko, Ihor Nahajew und Wiktor Denissow bestand. Nach Rang zwei im Vorlauf und einem Sieg im Halbfinale stand die Mannschaft im olympischen Endlauf, den sie auf dem zweiten Platz beendete. In 3:01,40 Minuten setzten sie sich um 0,9 Sekunden gegen die Mannschaft aus der DDR durch, während die siegreichen Ungarn um 1,2 Sekunden schneller waren als die sowjetische Mannschaft. Bei den Olympischen Spielen 1992 in Barcelona war Kirsanow Teil der Delegation des Vereinten Teams und trat erneut im Vierer-Kajak über 1000 Meter an. Als Zweiter ihres Vorlaufs gelang ihnen die Qualifikation für das Halbfinale, in dem sie schließlich als Siebte ihres Laufs ausschieden.
Bei Weltmeisterschaften sicherte sich Kirsanow im Vierer-Kajak insgesamt sieben Medaillen. 1986 gewann er zunächst in Montreal über 500 Meter die Silbermedaille, ehe ihm auf dieser Strecke 1987 in Duisburg erstmals der Titelgewinn gelang. Außerdem belegte er über 1000 Meter den dritten Platz. Sowohl 1989 in Plowdiw als auch 1990 in Posen wurde er über 500 Meter erneut Weltmeister. Auf der 1000-Meter-Distanz gewann er 1990 außerdem die Silbermedaille. Bei den Weltmeisterschaften 1991 in Paris belegte er über 500 Meter den dritten Platz.